# مرلين كاجيكي أطلسي
مرلين كاجيكي أطلسي (الاسم العلمي: Kajikia albida) (بالإنجليزية: Atlantic white marlin)‏ هو نوع من الأسماك يتبع جنس المرلين الكاجيكي من فصيلة الأسماك المرلينية.